# Валрам фон Мьорс
Валрам фон Мьорс (на немски: Walram von Moers; * ок. 1393; † 3 октомври 1456, Арнем) е от 1434 до 1448 г. геген-епископ на Утрехт и от 1450 до 1456 г. епископ на Мюнстер.

## Биография
Той е син на граф Фридрих III фон Мьорс († 1417/1418) и съпругата му Валбурга фон Сарверден, дъщеря на граф Йохан II (III) фон Сарверден и Клара фон Финстинген-Бракенкопф. Майка му е сетра на кьолнският архиепископ Фридрих III фон Сарверден († 1414). Брат е на Дитрих († 1463), курфюрст и архиепископ на Кьолн (1414 – 1463), Хайнрих († 1450), епископ на Оснабрюк (1442 – 1450) и Мюнстер (1425 – 1450).
Валрам следва от 1400/1401 г. в Хайделберг и от 1408 г. в Болоня. Там е през 1423 г. прокуратор. През 1408/1413 г. е в Кьолн, след това до 1445 г. домхер в Трир.